# Magda Lupescu
Niektóre z zamieszczonych tu informacji wymagają weryfikacji.
 Po wyeliminowaniu niedoskonałości należy usunąć szablon [[Szablon:Dopracować|]] z tego artykułu.
Elena (Magda) Lupescu z domu Wolff (ur. 15 września 1895 w Jassach, Rumunia; zm. 28/29 czerwca 1977 w Estorilu) – konkubina króla Rumunii Karola II i później, po abdykacji, jego żona.
Była córką właściciela sklepu mięsnego, pochodzenia żydowskiego. W roku 1919 poślubiła oficera armii rumuńskiej, który po awansie przeniósł się do Bukaresztu. Po rozwodzie w 1923 zaczęła używać zrumunizowanej wersji swojego panieńskiego nazwiska (Wolff – niem. wilk, rum. lupu). Księcia Karola (wówczas żonatego z księżniczką grecką, Heleną) poznała prawdopodobnie w teatrze, wkrótce potem zaczęła się z nim regularnie spotykać w wynajętym mieszkaniu w Bukareszcie. W 1925 r. razem wyjechali z Rumunii do Włoch, zaś Karol zrzekł się praw do tronu. Osiedlili się w Paryżu, a w 1928 Karol formalnie rozwiódł się ze swoją żoną. 
W 1930 roku Karol powrócił na tron, obiecując rozstać się z M. Lupescu. Mimo złożonej obietnicy Lupescu przyjechała do Bukaresztu i stała się jedną z najbardziej wpływowych osób na dworze. W 1940 Karol II został zmuszony do abdykacji. Wyjechali obydwoje z kraju pociągiem. Udali się do Portugalii, gdzie 3 lipca 1947 roku Karol i Elena wzięli ślub cywilny.